# پریت ناروسک
پریت ناروسک (استونیایی: Priit Narusk؛ زادهٔ ۸ دسامبر ۱۹۷۷) اسکی‌باز صحرانوردی اهل استونی بود. 
وی در بازی‌های المپیک زمستانی ۲۰۰۲ و بازی‌های المپیک زمستانی ۲۰۰۶ شرکت کرده‌است.